# St Helen’s (East Sussex)
St Helen’s – dzielnica miasta Hastings, w Anglii, w East Sussex, w dystrykcie Hastings. W 2011 roku dzielnica liczyła 4973 mieszkańców.